# 崔宗建
崔宗建（최종건，1922年—），北韓政治家，任職平安北道人民委員會委員長及最高人民會議代議員。

## 生平
崔宗建在蘇聯的共產主義大學畢業。1987年，在某化工廠當經理。1992年，被任命為首都建設指揮部參謀長。1994年7月，最高領導人金日成離世，崔宗建被繼任人金正日列入為治葬委員會的委員。1997年，被起用為城市建設部副部長。翌年，晉升為部長，並首次當選為最高人民會議的代議員。2003年，成為連任。2008年，離任城市建設部部長一職。兩年後，獲委任為平安北道的人民委員會委員長。2014年3月的最高人民會議選舉中，他第三度成為代議員。

## 資料來源
1. 1 2 3 4  .   [2014-05-05]. （原始内容存档于2019-11-14）.